# Ficellomycin
Ficellomycin ist ein natürlich vorkommendes, bakterielles Antibiotikum. Als ungewöhnliches Strukturmerkmal kommt in der Verbindung ein Aziridin-Ring vor. Strukturell verwandt ist es mit den Azinomycinen.

## Geschichte
Zum ersten Mal isoliert wurde Ficellomycin 1976, die Struktur aber erst 1989 weitgehend aufgeklärt. Eine nochmals korrigierte Struktur wurde 1993 publiziert.

## Vorkommen
Ficellomycin wird natürlich von dem Bakterium Streptomyces ficellus (Gattung Streptomyces) gebildet.

## Biosynthese
Ficellomycin ist ein nichtribosomales Peptid, das aus zwei Aminosäureeinheiten besteht. Bei der einen handelt es sich um Valin, bei der anderen um eine stark modifizierte Einheit, die vermutlich ausgehend von Glutaminsäure gebildet wird. Zunächst wird der Pyrrolidin-Ring neu aufgebaut. Eine Hydroxymethylseitenkette des Rings wird sulfatiert. Sulfat ist eine gute Abgangsgruppe, sodass durch einen intramolekularen Angriff des Stickstoffatoms der Aziridinring aufgebaut werden kann. Anschließend wird die Guanidingruppe und im letzten Schritt die Valin-Einheit eingeführt.

## Eigenschaften
Ficellomycin ist in wässriger Lösung bei pH 8-10 stabil, wird im Sauren jedoch langsam abgebaut. Bei niedrigem pH-Wert wird das Aziridin-N protoniert und für einen intramolekularen Angriff der Guanidingruppe aktiviert. Durch eine Umlagerung wird der sechsgliedrige Bicyclus in einen neungliedrigen ohne biologische Aktivität umgewandelt. Ficellomycin wirkt in vitro und im Mausmodell antibakteriell gegen Staphylococcus aureus. Auch gegen andere grampositive Bakterien wirkt es antimikrobiell, nicht jedoch gegen gramnegative. Der Mechanismus basiert auf einem Eingriff in die DNA-Replikation, möglicherweise durch Alkylierung der DNA. Das Ficellomycin führt zur Bildung defekter DNA-Fragmente, die sich nicht korrekt zusammensetzen können.